# Jorge Alfredo Vargas
Jorge Alfredo Vargas Angulo (Bogotá, 14 de marzo de 1967) es un presentador de televisión, periodista y director de radio y televisión colombiano.

## Biografía
Jorge Alfredo Vargas nació el 14 de marzo de 1967 en Bogotá, estudió en el Gimnasio Moderno de Bogotá, donde mostró su pasión por el periodismo deportivo y la locución de este. Sus estudios universitarios de Comunicación social y Periodismo los realizó en la Pontificia Universidad Javeriana de Bogotá, graduándose en 1988. Se especializó en Periodismo económico en la Universidad de la Sabana.  Actualmente es embajador de la Teletón en Colombia, compartiendo cargo con Andrea Serna, Mábel Lara y Felipe Arias.

## Carrera

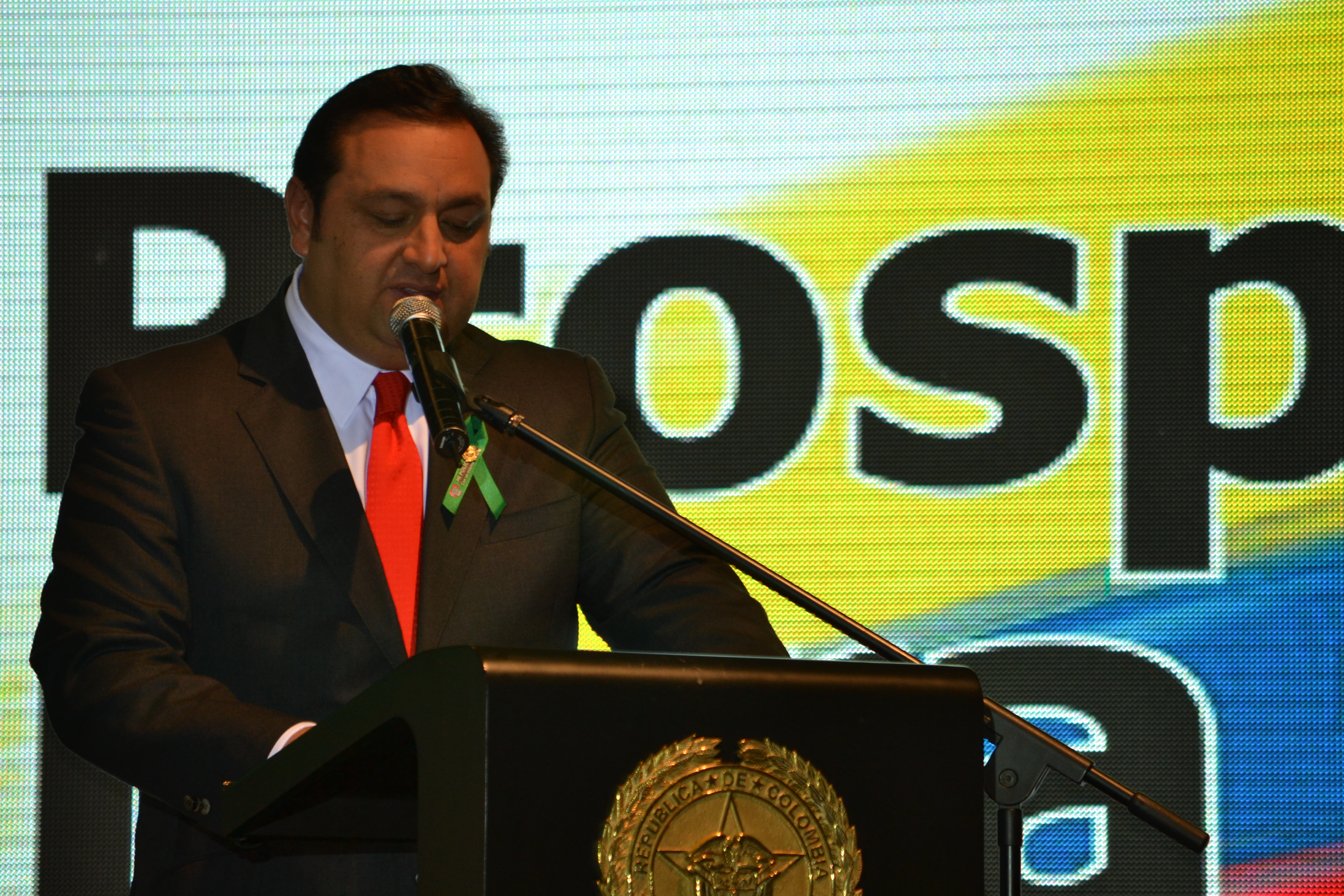
Vargas durante el Plan Integral Policial para la Seguridad del Ciudadano.

Su carrera periodística la inició como redactor deportivo del Noticiero Criptón, en 1987, donde posteriormente se desempeñó como redactor general y económico. 
En 1992, fue llamado como jefe de redacción de QAP Noticias, dirigido por María Isabel Rueda y María Elvira Samper, cargo en el que se mantuvo hasta junio de ese año cuando fue nombrado presentador del mismo informativo. 
En 1995 se vínculo al Noticiero de las 7 a desempeñarse como presentador, al lado de María Cristina Uribe en donde permaneció hasta junio de 1998.
Jorge Alfredo Vargas desde 1996 se desempeñó como presentador del Concurso Nacional de Belleza de Colombia, esto por nueve ediciones seguidas, hasta 2004.
En 1998 fue nombrado director del programa Yo, José Gabriel y subdirector de la emisora radial La FM, ese mismo año ingresó a la televisión privada en el Canal RCN como presentador de noticias de Noticias RCN, en donde presentaba la emisión central, hasta marzo de 2006.
En 2003 se integró a la mesa de trabajo de La FM, junto a Claudia Gurisatti, Isabella Santodomingo, entre otros.
En abril de 2006 pasó a Noticias Caracol de Caracol Televisión, presentando la emisión central, junto a María Lucía Fernández sustituyendo a Isaac Nessim. Durante esa temporada desde 2006 hasta 2011 presentó los programas Nada más que la verdad, Mesa de noche y El radar, ambos de Caracol Televisión. Asimismo, a finales de 2006, debutó en la actuación, en la película de animación Una de espantos, donde compartió roles con Cristina Umaña, Fernando Solórzano e Inés María Zabaraín.
De 2009 a 2013 dirigió el noticiero y programa de humor político Noticiero NP&, donde unos muñecos personificaban a políticos y personas de la farándula colombiana.
El 2 de septiembre de 2013, se convirtió en el director de Voz Populi, programa radial de Blu Radio.
También dirigió y condujo Voz Populi TV, espacio de humor político que nace como versión de programa de radio, que estuvo al aire hasta marzo de 2020.

## Vida personal
El 18 de mayo de 1996, se casó en la catedral de Santa Marta con la también periodista y presentadora Inés María Zabaraín quienes se conocieron cuando presentaban QAP Noticias y con quien tiene tres hijos: Laura, Sofía y Felipe Vargas Zabaraín.
Jorge Alfredo Vargas es seguidor del equipo de fútbol Santa Fe.
El presentador se sometió en 2013 a una cirugía gástrica, perdiendo 27 kilos de peso.
Su hija Laura es cantante mientras su hija Sofía es actriz.

## Premios y nominaciones
| Año  | Premiación                    | Trabajo nominado   | Categoría                        | Resultado | Ref.   |
| ---- | ----------------------------- | ------------------ | -------------------------------- | --------- | ------ |
| 1997 | VI Premios TVyNovelas         | Noticiero de las 7 | Mejor presentador de noticias    | Ganador   | [ 6 ]  |
| 2000 | IX Premios TVyNovelas         | Noticias RCN       | Mejor presentador de noticias    | Ganador   | [ 6 ]  |
| 2001 | X Premios TVyNovelas          | Noticias RCN       | Mejor presentador de noticias    | Ganador   | [ 6 ]  |
| 2002 | XI Premios TVyNovelas         | Noticias RCN       | Mejor presentador de noticias    | Ganador   | [ 6 ]  |
| 2003 | XIX Premios India Catalina    | Noticias RCN       | Mejor presentador de noticias    | Nominado  | [ 16 ] |
| 2003 | XII Premios TVyNovelas        | Noticias RCN       | Mejor presentador de noticias    | Nominado  | [ 17 ] |
| 2003 | Premio Nacional de Periodismo | Noticias RCN       | Mejor cubrimiento de una noticia | Ganador   | [ 6 ]  |
| 2010 | XXVI Premios India Catalina   | Noticiero NP&      | Mejor programa de humor          | Nominado  | [ 18 ] |
| 2011 | XXVII Premios India Catalina  | Noticiero NP&      | Mejor programa de humor          | Ganador   | [ 19 ] |
| 2012 | XXVIII Premios India Catalina | Noticiero NP&      | Mejor programa de humor          | Ganador   | [ 20 ] |
| 2012 | XXVIII Premios India Catalina | Noticiero NP&      | Mejor programa periodístico      | Ganador   | [ 20 ] |
| 2013 | XXIX Premios India Catalina   | Noticiero NP&      | Mejor programa periodístico      | Nominado  | [ 21 ] |
| 2013 | XXII Premios TVyNovelas       | Noticias Caracol   | Mejor presentador de noticias    | Ganador   | [ 22 ] |
| 2014 | XXX Premios India Catalina    | Noticias Caracol   | Mejor presentador de noticias    | Nominado  | [ 23 ] |
| 2014 | XXIII Premios TVyNovelas      | Noticias Caracol   | Mejor presentador de noticias    | Nominado  | [ 24 ] |
| 2017 | XXVI Premios TVyNovelas       | Noticias Caracol   | Mejor presentador de noticias    | Nominado  | [ 25 ] |
| 2018 | XXVII Premios TVyNovelas      | Noticias Caracol   | Mejor presentador de noticias    | Nominado  | [ 26 ] |